# Victory Lakes
Victory Lakes és una concentració de població designada pel cens dels Estats Units a l'estat de Nova Jersey. Segons el cens del 2000 tenia 2.118 habitants.

## Demografia
Segons el cens del 2000, Victory Lakes tenia 2.118 habitants, 718 habitatges, i 592 famílies. La densitat de població era de 340,7 habitants/km².
Dels 718 habitatges en un 36,9% hi vivien nens de menys de 18 anys, en un 63,1% hi vivien parelles casades, en un 13,4% dones solteres, i en un 17,5% no eren unitats familiars. En el 13,8% dels habitatges hi vivien persones soles el 4,5% de les quals corresponia a persones de 65 anys o més que vivien soles. El nombre mitjà de persones vivint en cada habitatge era de 2,95 i el nombre mitjà de persones que vivien en cada família era de 3,22.
Per edats la població es repartia de la següent manera: un 26,2% tenia menys de 18 anys, un 9,2% entre 18 i 24, un 29,7% entre 25 i 44, un 26,7% de 45 a 60 i un 8,2% 65 anys o més.
L'edat mediana era de 36 anys. Per cada 100 dones de 18 o més anys hi havia 97,2 homes.
La renda mediana per habitatge era de 53.698 $ i la renda mediana per família de 55.313 $. Els homes tenien una renda mediana de 36.385 $ mentre que les dones 27.574 $. La renda per capita de la població era de 20.615 $. Aproximadament el 4% de les famílies i el 7,1% de la població estaven per davall del llindar de pobresa.

## Poblacions més properes
El següent diagrama mostra les poblacions més properes.